# Hydaticus seminiger
Hydaticus seminiger es una especie de escarabajo del género Hydaticus, familia Dytiscidae. Fue descrita científicamente por De Geer en 1774.
Habita en Europa y norte de Asia (excepto China).